# Каймакчалан
Каймакчалан (мак. Кајмакчалан, грец. Καϊμάκτσαλάν) — є найвищою точкою на горі Нідже (грец. Βορασ). Висота 2,521 метри над рівнем моря. Розташований на кордоні Північної Македонії та Греції. Пік вкритий голими скелями.
У перекладі з турецької (kaymakçalan) означає «каймакова олія», часто назвою цієї точки називають усю гору.
Під час Першої світової війни на цьому піку була розташована позиція болгарської армії, що оборонялися там від британців, французів, греків та сербів. Після війни на піку була збудована сербська каплиця.
Тут розташований гірськолижний центр.